# Algimantas Rimkūnas
Algimantas Rimkūnas (* 4. Januar 1953 in Kaunas) ist ein litauischer Diplomat und Politiker, Vizeminister.

## Leben
Von 1970 bis 1975 absolvierte er das Diplomstudium der Wirtschaftsmathematik an der Vilniaus universitetas (VU) und studierte im Promotionsstudium am Lehrstuhl für Wirtschaftskybernetik der VU. 1981 promovierte er.
Von 1975 bis 1992 lehrte er an der VU und war Prodekan der Wirtschaftsfakultät.
Ab 1990 arbeitete er am Außenministerium Litauens. Von 1996 bis 2000 war er Vizeminister und von 2007 bis 2012 Botschafter in Portugal. Seit März 2013 ist er stellvertretender Finanzminister Litauens, Stellvertreter von Rimantas Šadžius im Kabinett Butkevičius.

## Quelle
- Algimantas Rimkūnas (LR ambasados Portugalijoje inf.)

| Personendaten    | Personendaten                                    |
| ---------------- | ------------------------------------------------ |
| NAME             | Rimkūnas, Algimantas                             |
| KURZBESCHREIBUNG | litauischer Diplomat und Politiker, Vizeminister |
| GEBURTSDATUM     | 4. Januar 1953                                   |
| GEBURTSORT       | Kaunas                                           |